# Palazzo Someda
Il Palazzo Someda è ciò che rimane del castello costruito dalla famiglia Someda alla fine del Cinquecento in località Tressane, presso Tonadico di Primiero San Martino di Castrozza (provincia di Trento).
Il castello sorgeva sull'isola di Clarofonte posta alla confluenza del fiume Canali con il fiume Cismon.

## Il castello
Il castello era dotato di una cinta muraria merlata, torretta di guardia e ampie scuderie con annessi gli appartamenti della servitù. La cinta muraria è stata parzialmente abbattuta già alla fine dell'ottocento.
 Attualmente ne rimane solo una piccola porzione con la torretta di guardia che vanno a costituire il cosiddetto "Giardino delle rose" di proprietà comunale e aperto al pubblico.

Le scuderie furono abbattute alla fine degli anni trenta per straordinaria insipienza umana. Rimane, pertanto, solo il corpo centrale denominato di conseguenza "Palazzo Someda".

L'isola di Clarofonte nei secoli è stata via via collegata alla terraferma in seguito all'imbrigliamento dei fiumi che la circondavano perdendo completamente le sue caratteristiche di difesa, ma ampliandone le dimensioni.

## Il palazzo
La costruzione del Palazzo Someda risale al 1590 da parte di Giovanni Someda, agiato commerciante di stirpe nobiliare con ampi scambi con la Repubblica di Venezia, che ne avevano determinato la fortuna e che voleva per la propria famiglia una magione più consona al proprio censo.
Il palazzo occupa un'area di 500 metri quadrati ed è a pianta quadrangolare con alcuni corpi aggiunti tra la fine dell'ottocento e i primi del Novecento.
Alla fine del Settecento subì un'ampia ristrutturazione con trasformazione da palazzo fortificato a pregevole villa veneta. A questo periodo risalgono l'aggiunta di poggiolini con ringhiere in ferro battuto del Primiero di notevole fattura.
Dispone di una cappella al pianterreno decorata con stucchi in foglia d'oro e con una pala settecentesca posta sopra il tabernacolo raffigurante San Vincenzo da Paola protettore della famiglia Bosio che nel Settecento acquisì il palazzo e ne operò la trasformazione. La pala originale è stata però trafugata nel 1973 e non è stata mai più ritrovata. Attualmente è sostituita da una copia ricostruita da immagini fotografiche e quindi molto simile all'originale.
Il palazzo dispone di ampie sale ad archi e in particolare di una stanza dei ricevimenti detta "Stanza degli stucchi" posta al primo piano, ampiamente e mirabilmente decorata con stucchi settecenteschi. Dispone ancora di alcune pavimentazioni originali in terrazzo alla veneziana ugualmente decorate.
Purtroppo le sue condizioni non sono ancora al meglio, nonostante il valore storico, anche se da alcuni anni è iniziato il recupero per iniziativa privata. Saltuariamente è sede di concerti e di mostre artistiche.